# 189 v.Chr.
189 v.Chr. is een jaartal volgens de christelijke jaartelling.

## Gebeurtenissen

### Italië
- In Rome wordt Publius Cornelius Scipio Africanus door de Senaat, voor de derde keer aangesteld tot princeps senatus.
- Cato de Oudere bekritiseert Marcus Fulvius Nobilior, omdat hij beloningen uitdeelt aan de Romeinse legionairs voor het graven van o.a. waterputten tijdens de campagne in Griekenland.

### Griekenland
- Het Romeinse leger onder Marcus Fulvius Nobilior verslaat in Epirus de Aetolische Bond, de stad Ambrakia (huidige Arta) wordt door de Romeinen geplunderd. De Griekse dichter Quintus Ennius wordt als gevangene afgevoerd naar Rome.

### Klein-Azië
- Eumenes II van Pergamon verovert in Centraal-Anatolië met steun van de Romeinen Galatië, het gebied wordt ingelijfd bij het koninkrijk van Pergamon.